# Jesus Revolution
Jesus Revolution är en amerikansk kristen dramafilm från 2023 i regi av Jon Erwin och Brent McCorkle. Filmen är baserad på den självbiografiska boken med samma namn, skriven av Greg Laurie, och följer Laurie (Joel Courtney), den kristna hippien Lonnie Frisbee (Jonathan Roumie) och pastorn Chuck Smith (Kelsey Grammer) när de deltar i Jesus-rörelsen i Kalifornien under slutet av 1960-talet.
Filmen hade biopremiär i USA den 24 februari 2023, utgiven av Lionsgate. I Sverige hade filmen biopremiär den 14 september 2023. Filmen fick blandade recensioner från kritiker och fick 54 miljoner dollar i intäkter över hela världen mot en produktionsbudget på 15 miljoner dollar.

## Rollista (i urval)
- Joel Courtney – Greg Laurie
- Jonathan Roumie – Lonnie Frisbee
- Kelsey Grammer – Chuck Smith
- Kimberly Williams-Paisley – Charlene
- Anna Grace Barlow – Cathe
- Mina Sundwall – Dodie